# Draconarius nanyuensis
Draconarius nanyuensis är en spindelart som först beskrevs av Peng och Yin 1998.  Draconarius nanyuensis ingår i släktet Draconarius och familjen mörkerspindlar. Inga underarter finns listade i Catalogue of Life.